# Dioscorea esculenta
Dioscorea esculenta, thường được gọi là khoai từ nhỏ, là một loài khoai từ có nguồn gốc từ Đông Nam Á hải đảo và được người Nam Đảo du hành thời kỳ đầu đưa đến Cận châu Đại Dương và Đông Phi. Cây được trồng để lấy củ ăn được, mặc dù chúng có củ nhỏ hơn Dioscorea alata được trồng rộng rãi hơn và thường có gai.